# Allí donde solíamos gritar
"Allí donde solíamos gritar" es una canción del grupo español de indie pop rock Love of Lesbian, incluida como el tema de apertura de su sexto álbum de estudio 1999 (o cómo generar incendios de nieve con una lupa enfocando a la luna), el cual fue lanzado el 24 de marzo de 2009 por Warner Music Spain a través del sello Music Bus. Fue compuesta por el vocalista de la banda, Santi Balmes, y producido por el productor de todos los lanzamientos de la banda desde Ungravity, Ricky Falkner.

## Composición
"Allí donde solíamos gritar" fue escrita y compuesta por el vocalista de Love of Lesbian, Santi Balmes, a lo largo de muchos años. La canción está inspirada en el Parque Güell, lugar que siempre tuvo una carga simbólica para Balmes, y particularmente en las tardes en las que Balmes, de adolescente, saltaba la valla del parque para gritar "palabras balazo", con la ciudad de Barcelona a sus pies. Balmes concibió la melodía del estribillo a los 12 años, y la estrofa a los 19. Según Balmes, la canción cobró forma de verdad cuando concibió su primera lína, "¿A que no sabes dónde he vuelto hoy?"
Según la contraportada de 1999, la canción está ambientada en 2009, al igual que la última canción del álbum, "2009 (voy a romper las ventanas)", y a diferencia del resto de las canciones del álbum, ambientadas en 1999.

## Videoclip
El videoclip de "Allí donde solíamos gritar", al igual que la mayoría de los otros videoclips de 1999, fue dirigido por Lyona y protagonizado por Marina Francisco y Carlos Torres. Narra la historia de una pareja y sus vivencias del pasado, 10 años después de su relación, recordada desde la perspectiva de él (Torres). Fue rodado en Barcelona durante la última semana de diciembre de 2008.
El videoclip fue originalmente estrenado al público en 2009; más adelante, fue subido al canal de YouTube de Love of Lesbian el 18 de febrero de 2011, donde cuenta con más de 23 millones de reproducciones a partir del 19 de junio de 2023, convirtiéndolo en el videoclip más visto de la banda en la plataforma.

## Créditos
Créditos procedentes del libreto de 1999 (o cómo generar incendios de nieve con una lupa enfocando a la luna).
Love of Lesbian
- Santi Balmes - Voz, sintentizadores, guitarra
- Julián Saldarriaga - Guitarra, secuenciador
- Jordi Roig - Guitarra
- Joan Ramón Planell - Bajo
- Oriol Bonet - Batería

Otros músicos
- Zahara - Voz

Personal
- Ricky Falkner - Producción, mezcla
- Jordi Mora - Mezcla
- Álvaro Balañá - Masterización

## Versiones
En 2009, una remezcla de la canción realizada por DJ Amable y DJ Niño fue lanzada al público, la cual fue incluida en el EP de remezclas John Boy en 2011. También fue versionada por Bely Basarte en 2017, y por Alba Reche en 2018, durante la novena gala de Operación Triunfo 2018.